# Estilo (folclore)
El estilo o "triste pampeano" es una especie de música folclórica característica de la región pampeana argentina. Es quizá la especie menos desarrollada y difundida de la región, a pesar de haber penetrado también en la región cuyana e influenciado el desarrollo de su folclore. Se conocen cuatro especies musicales diferentes que podrían ser señaladas como sus antecesoras o raíces: el triste, el yaraví, el vals y el cielito. Tradicionalmente es cantado y acompañado en guitarra y se caracteriza por no tener una forma o estructura musical fija. Su estructura poética suele componerse a partir de la décima espinela.

## Estructura formal
Como señalamos anteriormente el estilo se caracteriza por no poseer una estructura musical invariable o fija. Esto se debe a que no existe, a diferencia de la mayoría de las especies folclóricas de la región, una danza de que se baile con dicho género folclórico, con lo cual el estilo no debe adecuarse a coreografía alguna. A pesar de esta característica observamos que el estilo pampeano desarrolló una forma generalizada sobre la cual luego se permiten variaciones.
Si bien la mayoría de los estilos pampeanos repiten 3 veces este esquema, contando con 3 estrofas o partes, no es su duración una característica determinante. Las introducciones suelen tener 16 compases de 3/4 (pudiéndose contar en 6/8 también, siendo 8 compases en este caso) y el resto de sus partes (A, B y A’) suelen tener 8 o 16 compases, dependiendo esto de la letra de cada estilo.

## Ejemplos
Pocas veces se recuerda que quizá el más importante cantor de tango Carlos Gardel comenzó su carrera interpretando música folclórica. De hecho la primera grabación que Gardel realizó fue del estilo “Sos mi tirador plateado” en el año 1912 (regrabado en 1917 como “El tirador plateado”) y a lo largo de su carrera alcanzó a grabar un total de 24 estilos, de los cuales 8 fueron también regrabados posteriormente.

## Estilo-tonada o tonada-estilo
La tonada-estilo o el estilo-tonada se desarrolla en la región cuyana de la república y comparte con el estilo pampeano, el ritmo y la estilística de la tonada cuyana. La formación instrumental en esta especie, como se acostumbra en cuyo y a diferencia de la región pampeana, suele ser de conjunto de guitarras. Mientras una de ellas se aboca al acompañamiento, la/s otra/s harán la melodía de la introducción y un tratamiento contrapuntístico a lo largo de la canción, acoplándose muchas veces a la guitarra base en las A y A’, la cual imita a la voz en sextas paralelas.
Otra variante al estilo pampeano radica en que durante la introducción, y en ocasiones también durante la parte B, el modelo de marcación o de acompañamiento no será el señalado anteriormente sino que será el característico de la Tonada cuyana.